# Ineuil
Ineuil est une commune française située dans le département du Cher en région Centre-Val de Loire.

## Géographie

### Climat
Pour des articles plus généraux, voir Climat du Centre-Val de Loire et Climat du Cher.
En 2010, le climat de la commune est de type climat océanique dégradé des plaines du Centre et du Nord, selon une étude du CNRS s'appuyant sur une série de données couvrant la période 1971-2000. En 2020, Météo-France publie une typologie des climats de la France métropolitaine dans laquelle la commune est exposée à un climat océanique altéré et est dans la région climatique  Ouest et nord-ouest du Massif Central, caractérisée par une pluviométrie annuelle de 900 à 1 500 mm, maximale en automne et en hiver. 
Pour la période 1971-2000, la température annuelle moyenne est de 11,6 °C, avec une amplitude thermique annuelle de 15,6 °C. Le cumul annuel moyen de précipitations est de 746 mm, avec 11,3 jours de précipitations en janvier et 7,2 jours en juillet. Pour la période 1991-2020, la température moyenne annuelle observée sur la station météorologique la plus proche, située sur la commune de Lignières à 9 km à vol d'oiseau, est de 12,2 °C et le cumul annuel moyen de précipitations est de 774,6 mm,. Pour l'avenir, les paramètres climatiques de la commune estimés pour 2050 selon différents scénarios d'émission de gaz à effet de serre sont consultables sur un site dédié publié par Météo-France en novembre 2022.

## Urbanisme

### Typologie
Au 1er janvier 2024, Ineuil est catégorisée commune rurale à habitat très dispersé, selon la nouvelle grille communale de densité à 7 niveaux définie par l'Insee en 2022.
Elle est située hors unité urbaine. Par ailleurs la commune fait partie de l'aire d'attraction de Saint-Amand-Montrond, dont elle est une commune de la couronne,. Cette aire, qui regroupe 36 communes, est catégorisée dans les aires de moins de 50 000 habitants,.

### Occupation des sols
L'occupation des sols de la commune, telle qu'elle ressort de la base de données européenne d’occupation biophysique des sols Corine Land Cover (CLC), est marquée par l'importance des territoires agricoles (67,5 % en 2018), une proportion sensiblement équivalente à celle de 1990 (67,8 %). La répartition détaillée en 2018 est la suivante : 
terres arables (34,9 %), forêts (30,9 %), prairies (26,3 %), zones agricoles hétérogènes (6,4 %), milieux à végétation arbustive et/ou herbacée (1,5 %).
L'évolution de l’occupation des sols de la commune et de ses infrastructures peut être observée sur les différentes représentations cartographiques du territoire : la carte de Cassini (XVIIIe siècle), la carte d'état-major (1820-1866) et les cartes ou photos aériennes de l'IGN pour la période actuelle (1950 à aujourd'hui).

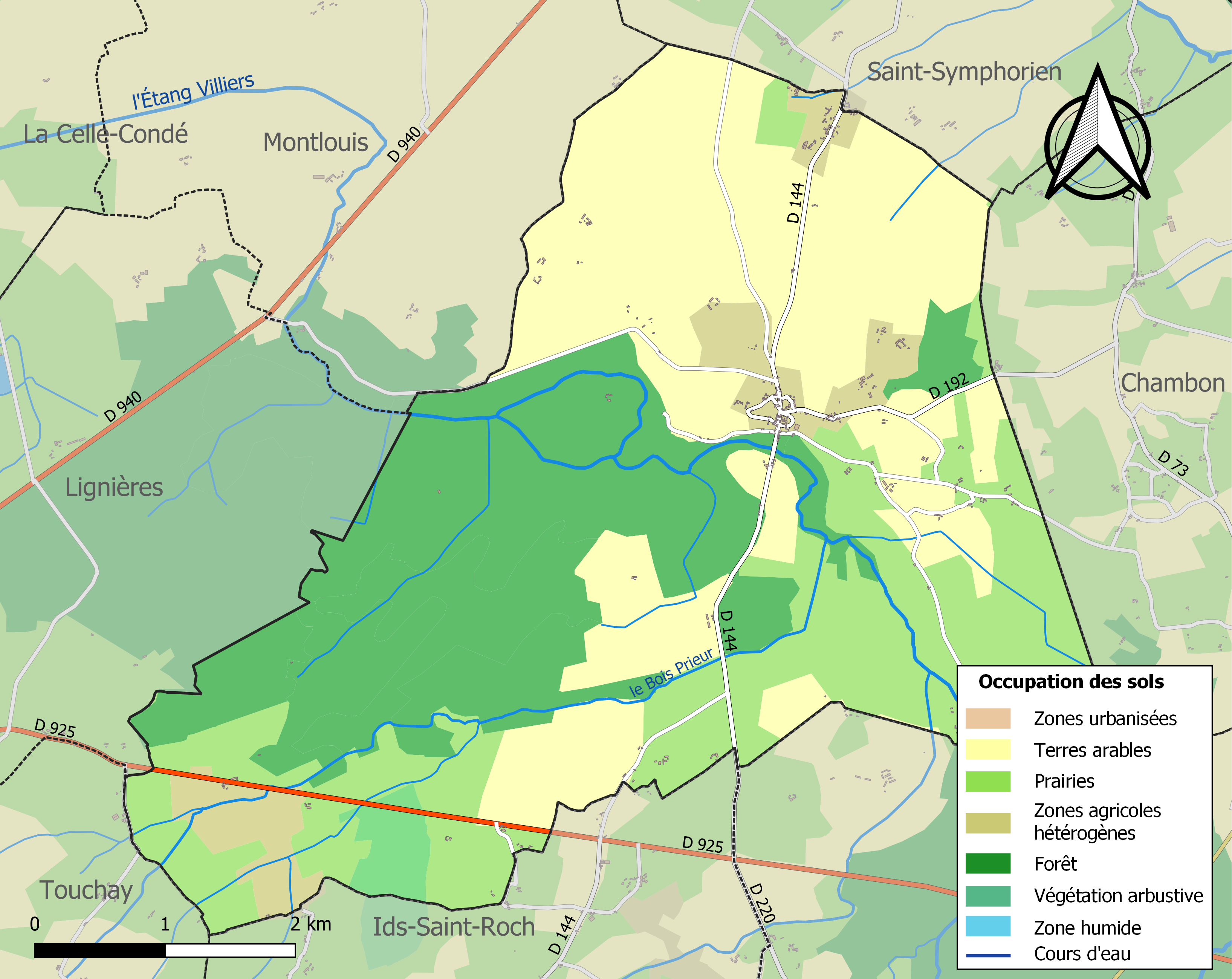
Carte des infrastructures et de l'occupation des sols de la commune en 2018 (CLC).

### Risques majeurs
Le territoire de la commune d'Ineuil est vulnérable à différents aléas naturels : météorologiques (tempête, orage, neige, grand froid, canicule ou sécheresse), mouvements de terrains et séisme (sismicité faible). Un site publié par le BRGM permet d'évaluer simplement et rapidement les risques d'un bien localisé soit par son adresse soit par le numéro de sa parcelle.

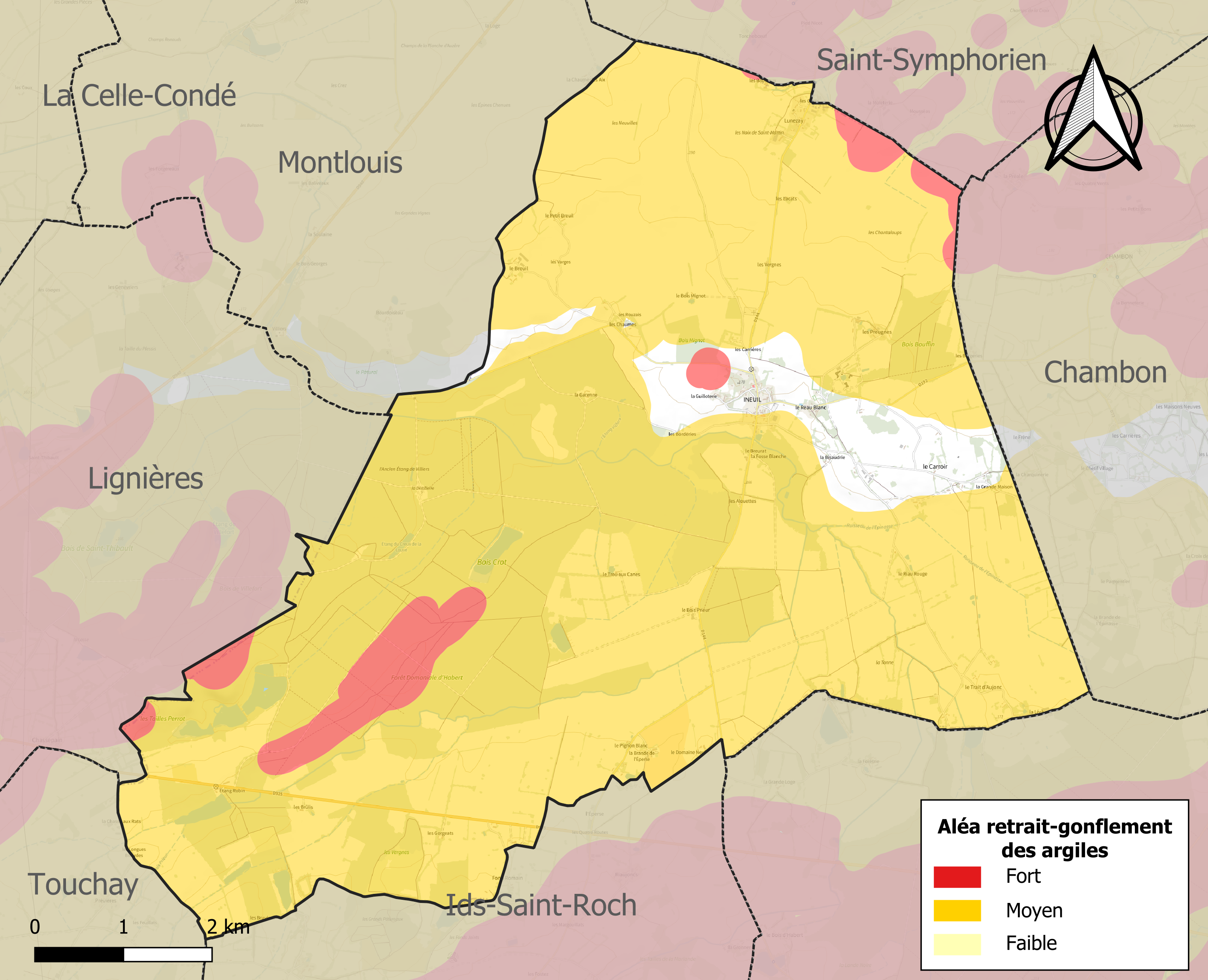
Carte des zones d'aléa retrait-gonflement des sols argileux d'Ineuil.

La commune est vulnérable au risque de mouvements de terrains constitué principalement du retrait-gonflement des sols argileux. Cet aléa est susceptible d'engendrer des dommages importants aux bâtiments en cas d’alternance de périodes de sécheresse et de pluie. 93,7 % de la superficie communale est en aléa moyen ou fort (90 % au niveau départemental et 48,5 % au niveau national). Sur les 154 bâtiments dénombrés sur la commune en 2019, 93 sont en aléa moyen ou fort, soit 60 %, à comparer aux 83 % au niveau départemental et 54 % au niveau national. Une cartographie de l'exposition du territoire national au retrait gonflement des sols argileux est disponible sur le site du BRGM,.
Concernant les mouvements de terrains, la commune a été reconnue en état de catastrophe naturelle au titre des dommages causés par la sécheresse en 1989, 1991, 2016, 2018, 2019 et 2020 et par des mouvements de terrain en 1999.

## Toponymie
Le nom de la localité est attesté sous les formes De Alneolo en 1201 ; Aynolium en 1246 ; De Ainiolio en 1335 ; Ynueil en 1440 ; La paroisse d’Ynolium, Ynuilh, 1443 ; La parroisse d’Yneulh en 1450 ; Ayneulh en 1482 ; Yneul en 1500 ; Dineul en 1567 ; La paroisse d’Yneul en 1610 ; Ineuil en 1788 ; Yneuil au XVIIIe siècle (Carte de Cassini).

## Histoire
La communauté d’Ineuil est épargnée par la crise démographique qui frappe la généralité d’Issoudun au début du XVIIIe siècle, puisqu’elle passe de 41 feux en 1709 à 55 en 1726. L’hiver de 1709-1710 notamment cause de nombreuses pertes, ainsi que la grande canicule de 1719 qui tua beaucoup par dysenterie.

## Politique et administration
| Période                                  | Période   | Identité        | Étiquette | Qualité                       |
| ---------------------------------------- | --------- | --------------- | --------- | ----------------------------- |
| Les données manquantes sont à compléter. |           |                 |           |                               |
| mars 2001                                | mars 2008 | Emile Merlin    |           |                               |
| mars 2008                                | En cours  | Patrick Bisson, |           | Ancien agriculteur exploitant |

## Démographie
L'évolution du nombre d'habitants est connue à travers les recensements de la population effectués dans la commune depuis 1793. Pour les communes de moins de 10 000 habitants, une enquête de recensement portant sur toute la population est réalisée tous les cinq ans, les populations de référence des années intermédiaires étant quant à elles estimées par interpolation ou extrapolation. Pour la commune, le premier recensement exhaustif entrant dans le cadre du nouveau dispositif a été réalisé en 2004.

En 2022, la commune comptait 216 habitants, en évolution de −11,48 % par rapport à 2016 (Cher : −2,48 %, France hors Mayotte : +2,11 %).
| 1793 | 1800 | 1806 | 1821 | 1831 | 1836 | 1841 | 1846 | 1851 |
| ---- | ---- | ---- | ---- | ---- | ---- | ---- | ---- | ---- |
| 500  | 507  | 558  | 600  | 524  | 526  | 488  | 540  | 543  |

| 1856 | 1861 | 1866 | 1872 | 1876 | 1881 | 1886 | 1891 | 1896 |
| ---- | ---- | ---- | ---- | ---- | ---- | ---- | ---- | ---- |
| 590  | 640  | 660  | 642  | 722  | 750  | 768  | 745  | 715  |

| 1901 | 1906 | 1911 | 1921 | 1926 | 1931 | 1936 | 1946 | 1954 |
| ---- | ---- | ---- | ---- | ---- | ---- | ---- | ---- | ---- |
| 673  | 682  | 682  | 543  | 493  | 486  | 458  | 370  | 340  |

| 1962 | 1968 | 1975 | 1982 | 1990 | 1999 | 2004 | 2006 | 2009 |
| ---- | ---- | ---- | ---- | ---- | ---- | ---- | ---- | ---- |
| 321  | 346  | 273  | 269  | 240  | 248  | 259  | 259  | 234  |

| 2014 | 2019 | 2022 | - | - | - | - | - | - |
| ---- | ---- | ---- | - | - | - | - | - | - |
| 242  | 226  | 216  | - | - | - | - | - | - |

## Vie locale

### Mairie
La commune a décidé de déplacer la mairie. Précédemment située dans le bourg, elle se situe désormais dans l'ancien multiservice de la commune, 11 place saint Martin.

## Culture locale et patrimoine

### Lieux et monuments
L'église Saint-Martin est classée monument historique depuis 1862. Elle a été bâtie vers 1160-1170 et rebâtie au milieu XIIIe siècle. Le chœur et le transept surmonté d’une tour centrale datent du milieu du XIIe siècle, la nef a été reconstruite au XIIIe siècle. Elle a été restaurée vers 1880.
Le transept donne naissance à deux absidioles en hémicycle. L’abside, de forme circulaire à l’intérieur, est polygonale à l’extérieur. Elle est reliée aux absidioles par deux segments de cercle qui enferment des secretaria, petites salles dont celle du sud sert de sacristie. Deux étroits passages berrichons, au lieu de faire communiquer le transept avec la nef, sont devenus des couloirs et conduisent l’un à la chaire, et l’autre à l’escalier du clocher. La chaire à prêcher est de pierre et a été taillée au XVe siècle.
À noter une exceptionnelle coupole sur pendentifs et un très beau chapiteau représentant saint Éloi, plutôt rares en milieu rural, tenant d'une main une pince, de l’autre un marteau ; à côté, une figure, sans doute un ange, paraît sortir d'une gloire.

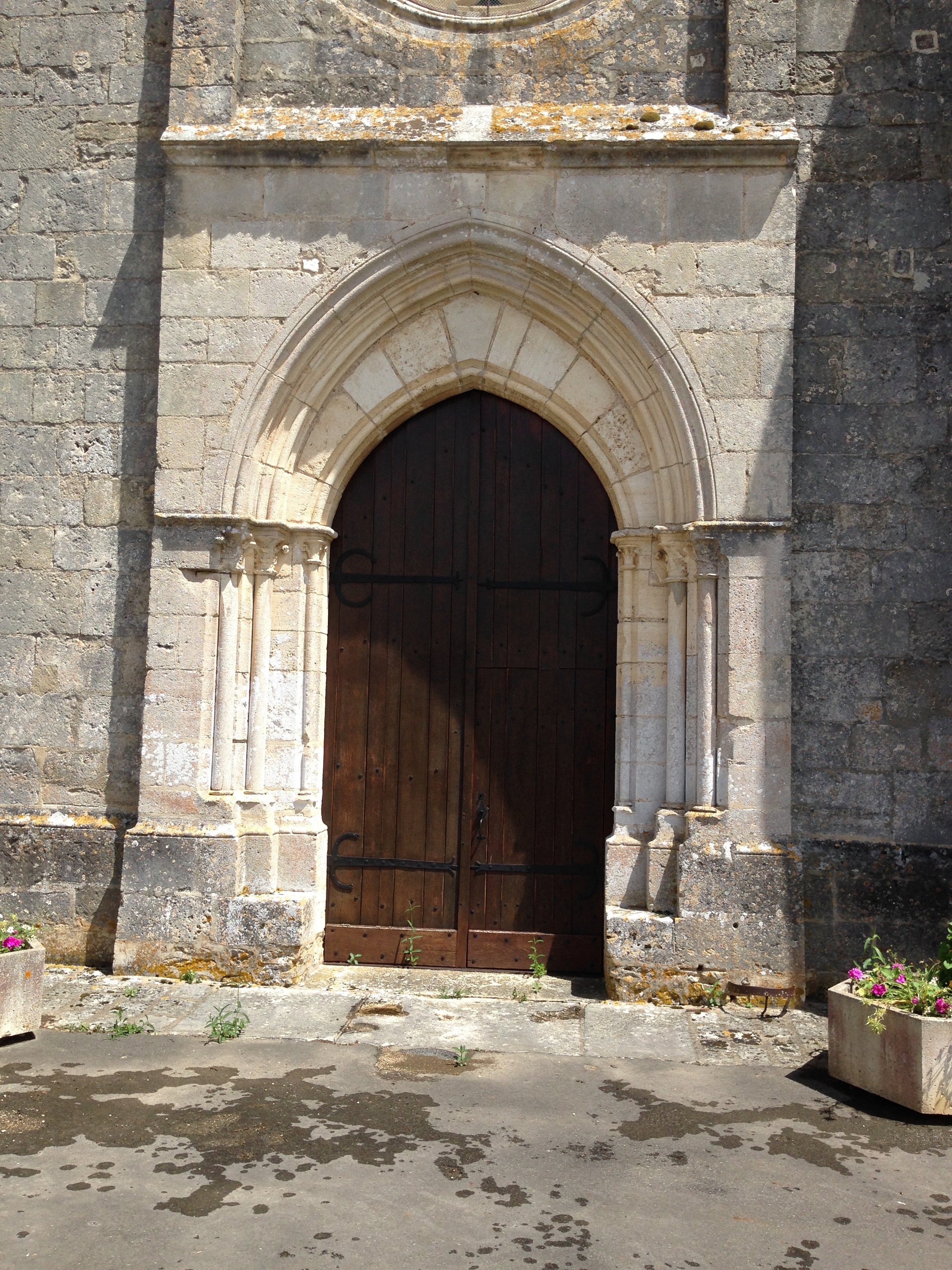
Portail de l'église.
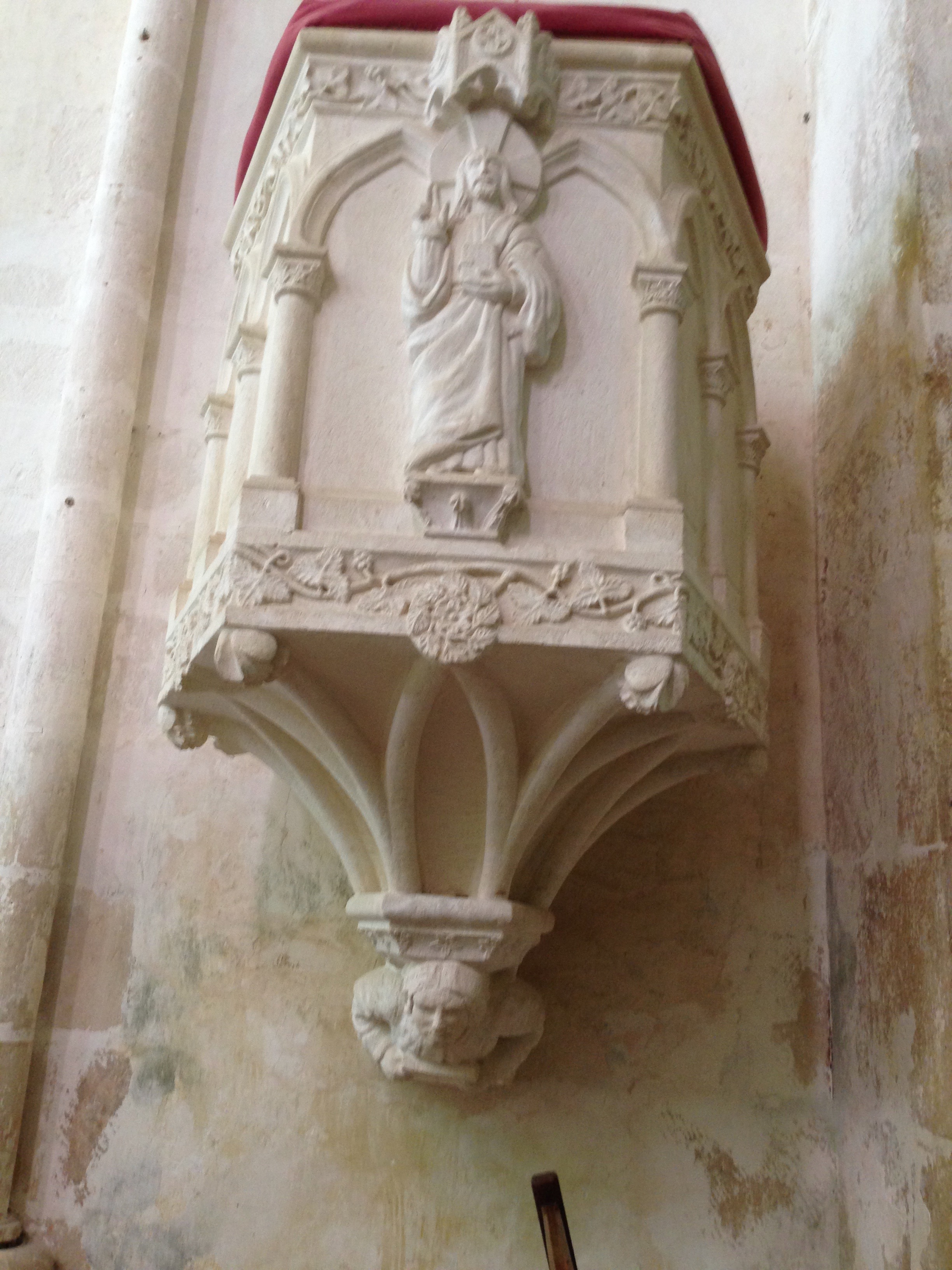
Chaire dans l'église.
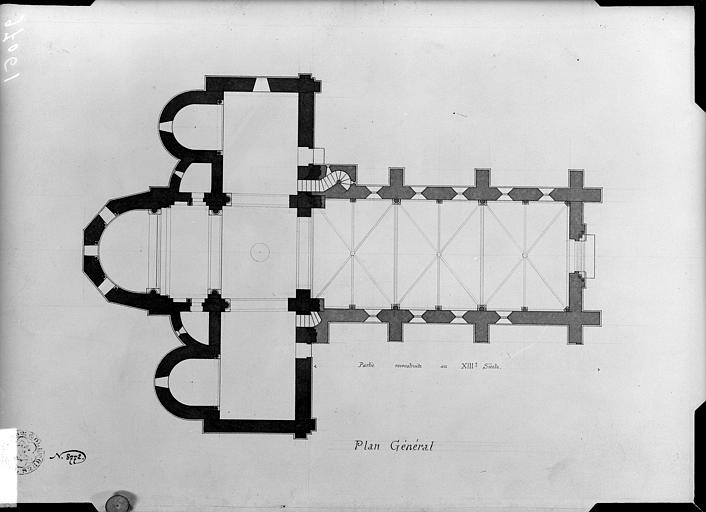
Plan de l'église.

- Château du Pavillon, reçoit un centre maternel d'accueil[35].